# Patrick Zoundi
Bonssawende Patrick Zoundi (* 19. Juli 1982 in Ouagadougou) ist ein ehemaliger Fußballspieler aus dem westafrikanischen Staat Burkina Faso.

## Karriere
Er wurde in der Jugendakademie Planète Champion in Ouagadougou ausgebildet und wechselte von dort nach Belgien zum KSC Lokeren. Zur Saison 2008/09 spielte er für Panserraikos in Griechenland. Im Juli 2009 unterschrieb er einen Zweijahresvertrag bei Fortuna Düsseldorf und war von da an in der 2. Fußball-Bundesliga aktiv. In zwei Jahren kam er zwar auf 42 Einsätze, wurde aber nur unregelmäßig eingesetzt und konnte sich nicht als fester Stammspieler etablieren.

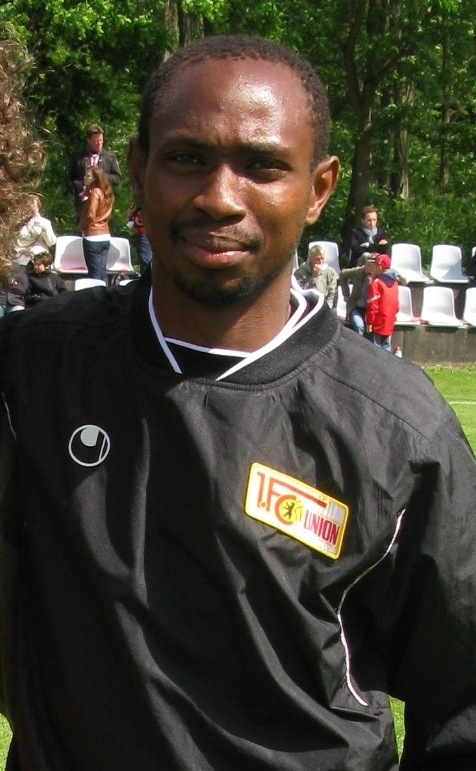
Zoundi beim 1. FC Union Berlin (2012)

Vor der Saison 2011/12 wechselte er ablösefrei zum Ligakonkurrenten 1. FC Union Berlin. Er erhielt dort einen Zweijahresvertrag für die 1. und 2. Bundesliga. In den folgenden zwei Spielzeiten bestritt Zoundi insgesamt 51 Pflichtspiele, in denen er sechs Tore für die Berliner erzielte. Da er sich aber nicht endgültig gegen die Konkurrenz auf der Mittelfeldposition durchsetzen konnte, wurde sein Vertrag mit Union nicht verlängert. Zur Saison 2013/14 wurde Zoundi vom nordrhein-westfälischen Drittligisten MSV Duisburg verpflichtet.
Zur Saison 2014/15 ging Zoundi zum 1. FC Saarbrücken und beendete 2016 dort seine Karriere.

## Nationalmannschaft
Patrick Zoundi spielte 19× für die burkinische Fußballnationalmannschaft (1 Tor) und nahm 1999 an der U-17-WM in Neuseeland teil. Außerdem stand er im Kader Burkina Fasos bei der Afrikameisterschaft 2004 und 2010.